# The Hitchhiker's Guide to the Galaxy (livro)
The Hitchhiker's Guide to the Galaxy (no Brasil, O Guia do Mochileiro das Galáxias) é o título do primeiro dos cinco livros da série literária The Hitchhiker's Guide to the Galaxy, escrito por Douglas Adams. O livro é uma adaptação das primeiras quatro partes da série de rádio do Adams de mesmo nome. O romance foi publicado pela primeira vez em Londres em 12 de outubro de 1979.  O livro vendeu 250.000 cópias nos primeiros três meses.